# Јиречекова линија
Јиречекова линија је замишљена линија која пролази кроз Балканско полуострво и дели га на сфере утицаја латинског (на северу) и грчког језика (на југу) до 4. века. Полази недалеко од Љеша у данашњој Албанији и иде до Сердике (данас Софија у Бугарској) а затим прати планински венац Балкан до Црног мора. Линија је одређена према археолошким налазима са латинским односно грчким натписима. Овај концепт је први представио Константин Јиречек, чешки историчар, 1911. године.